# Гринвуд (тауншип, округ Клируотер, Миннесота)
Гринвуд (англ. Greenwood) — тауншип в округе Клируотер, Миннесота, США. На 2000 год его население составило 96 человек.

## География
По данным Бюро переписи населения США площадь тауншипа составляет 61,4 км², из которых 61,4 км² занимает суша, водоёмов нет.

## Демография
По данным переписи населения 2000 года здесь находились 96 человек, 35 домохозяйств и 28 семей. Плотность населения —  1,6 чел./км². На территории тауншипа расположено 44 постройки со средней плотностью 0,7 построек на один квадратный километр. Расовый состав населения: 93,75 % белых, 1,04 % афроамериканцев, 1,04 % коренных американцев и 4,17 % приходится на две или более других рас.
Из 35 домохозяйств в 37,1 % воспитывались дети до 18 лет, в 77,1 % проживали супружеские пары и в 20,0 % домохозяйств проживали несемейные люди. 11,4 % домохозяйств состояли из одного человека, при том 2,9 % из — одиноких пожилых людей старше 65 лет. Средний размер домохозяйства — 2,74, а семьи — 3,04 человека.
25,0 % населения — младше 18 лет, 8,3 % — в возрасте от 18 до 24 лет, 28,1 % — от 25 до 44, 18,8 % — от 45 до 64, и 19,8 % — старше 65 лет. Средний возраст — 41 год. На каждые 100 женщин приходилось 134,1 мужчин. На каждые 100 женщин старше 18 приходилось 140,0 мужчин.
Средний годовой доход домохозяйства составлял 23 125 долларов, а средний годовой доход семьи —  27 500 долларов. Средний доход мужчин —  30 000  долларов, в то время как у женщин — 32 917. Доход на душу населения составил 10 259 долларов. За чертой бедности находились 29,4 % семей и 32,4 % всего населения тауншипа, из которых 38,5 % младше 18 и 22,6 % старше 65 лет.